# Dobrețu
Dobrețu je rumunská obec v župě Olt. Žije zde přibližně 1 100 obyvatel. Obec se skládá ze tří částí.

## Části obce
- Dobrețu – 343 obyvatel
- Curtișoara – 340 obyvatel
- Horezu – 422 obyvatel